# Olympische Jugend-Sommerspiele 2018/Beachvolleyball
Bei den Olympischen Jugend-Sommerspielen 2018 in Buenos Aires wurden vom 7. bis zum 17. Oktober je ein Wettbewerbe im
Beachvolleyball für Jungen und Mädchen ausgetragen.

## Qualifikation
Insgesamt nahmen je 32 Teams beider Geschlechter teil. Jedes Nationale Olympische Komitee (NOK) konnte zwei Teams (je eins pro Geschlecht) bestehend aus zwei Athleten entsenden. Argentinien war als Gastland automatisch qualifiziert. Der Rest wurde durch Qualifizierungswettkämpfe bestimmt. Fünf Teams pro geschlecht wurden von Tripartite Commission bestimmt. Die restlichen Teams wurden durch die U19-Weltmeisterschaften bestimmt. Außerdem durfte die Kontinentalverbände weitere Teams benennen.
Die Athleten mussten zwischen dem 1. Januar 2000 und dem 31. Dezember 2003 geboren sein.

### Jungen
| Veranstaltung                                | Ort            | Datum             | Teams | Qualifiziert                                                  |
| -------------------------------------------- | -------------- | ----------------- | ----- | ------------------------------------------------------------- |
| Gastland                                     | –              | –                 | 1     | Argentinien                                                   |
| 2018 U19 World Championship                  | Nanjing        | 10.–15. Juli 2018 | 1     | Russland                                                      |
| U-19 Meisterschaft Ozeanien                  | Canberra       | 1.–3. März 2018   | 2     | Australien Neuseeland                                         |
| AFECAVOL Zone U19 Championship 2018          | Puntarenas     | 8.–12. März 2018  | 1     | Costa Rica                                                    |
| U-19 Meisterschaft Asien                     | Nakhon Pathom  | 23.–25. März 2018 | 2     | Indonesien Thailand                                           |
| 2018 Central Zone U19 Championship           | Havanna        | 25.–28. Mai 2018  | 2     | Kuba Puerto Rico                                              |
| European Youth Continental Cup Final 2017/18 | Baden bei Wien | 8.–10. Juni 2018  | 5     | Tschechien Vereinigtes Königreich Ungarn Niederlande Schweden |
| EVCA Zone U19 Championship 2018              | Saint John’s   | 14.–18. Juni 2018 | 1     | St. Vincent und die Grenadinen                                |
| South American Youth Tour Final Rankings     | Diverse        | 17. Juni 2018     | 5     | Bolivien Chile Ecuador Paraguay Venezuela                     |
| CAZOVA Zone U19 Championship 2018            | Oranjestad     | 6.–9. Juli 2018   | 1     | Aruba                                                         |
| African U19 Championship 2018                | Algier         | 19.–28. Juli 2018 | 5 4   | Mosambik Ghana Gambia Mauritius Ruanda                        |
| Tripartite Invitation                        | –              | –                 | 5 2   | Monaco Togo                                                   |
| Neuzuteilung nicht genutzter Plätze          | –              | –                 | 5     | Brasilien Deutschland Polen Vereinigte Staaten Schweiz        |
| Insgesamt                                    |                |                   | 32    |                                                               |

### Mädchen

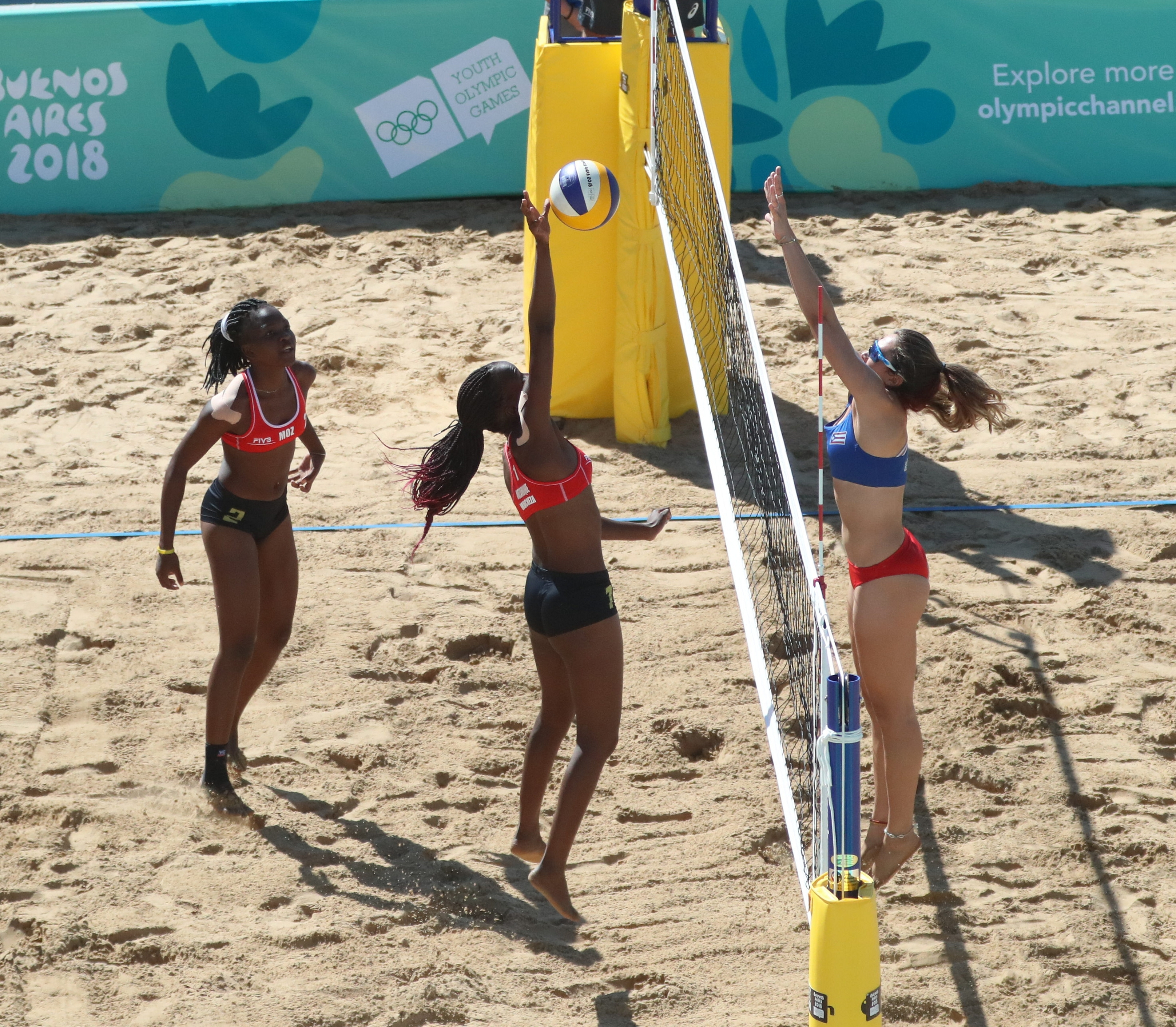
Beachvolleyball der Mädchen, Runde der 24, Mosambik gegen Puerto Rico bei den Olympischen Jugend-Sommerspielen 2018 in Buenos Aires am 13. Oktober 2018

| Veranstaltung                                | Ort            | Datum             | Teams | Qualifiziert                                                      |
| -------------------------------------------- | -------------- | ----------------- | ----- | ----------------------------------------------------------------- |
| Gastland                                     | –              | –                 | 1     | Argentinien                                                       |
| U19-Weltmeisterschaften 2018                 | Nanjing        | 10.–15. Juli 2018 | 1     | Russland                                                          |
| Oceania U19 Championship 2018                | Canberra       | 1.–3. März 2018   | 2     | Australien Neuseeland                                             |
| AFECAVOL Zone U19 Championship 2019          | Puntarenas     | 8.–12. März 2018  | 1     | Guatemala                                                         |
| Asian U19 Championship 2018                  | Nakhon Pathom  | 23.–25. März      | 1     | Thailand                                                          |
| Central Zone U19 Championship 2018           | Havanna        | 25.–28. Mai 2018  | 2     | Puerto Rico Vereinigte Staaten                                    |
| European Youth Continental Cup Final 2017/18 | Baden bei Wien | 8.–10. Juni 2018  | 5     | Italien Norwegen Polen Spanien Niederlande                        |
| EVCA Zone U19 Championship 2018              | Saint John’s   | 14.–18. Juni 2018 | 1     | Dominica                                                          |
| South American Youth Tour Final Rankings     | Diverse        | 17. Juni 2018     | 5     | Bolivien Brasilien Paraguay Peru Venezuela                        |
| CAZOVA Zone U19 Championship 2018            | Oranjestad     | 6.–9. Juli 2018   | 1     | Aruba                                                             |
| African U19 Championship 2019                |                | 19.–28. Juli 2018 | 5     | Mosambik Ruanda Ägypten Demokratische Republik Kongo Sierra Leone |
| Tripartite Invitation                        | –              | –                 | 1     | Vanuatu                                                           |
| Neuzuteilung nicht genutzter Plätze          | –              | –                 | 6     | Kanada Volksrepublik China Ecuador Mexiko Schweiz Uruguay         |
| Insgesamt                                    |                |                   | 32    |                                                                   |

## Jungen

### Vorrunde

#### Pool A
| Rang | Land | Athleten                            | S | G | V | Sätze | Spielpunkte | Punkte |
| ---- | ---- | ----------------------------------- | - | - | - | ----- | ----------- | ------ |
| 1    | SUI  | Timon Gysin Nathan Broch            | 3 | 3 | 0 | 6:1   | 143:118     | 6      |
| 2    | ARG  | Bautista Amieva Mauro Zelayeta      | 3 | 2 | 1 | 5:2   | 140:130     | 5      |
| 3    | THA  | Phichakon Narathon Phanupong Thanan | 3 | 1 | 2 | 2:5   | 125:135     | 4      |
| 4    | CZE  | Patrik Maňas Jiří Sedlák            | 3 | 0 | 3 | 1:6   | 115:140     | 3      |

#### Pool B
| Rang | Land | Athleten                           | S | G | V | Sätze | Spielpunkte | Punkte |
| ---- | ---- | ---------------------------------- | - | - | - | ----- | ----------- | ------ |
| 1    | RUS  | Dmitri Weretjuk Denis Schekunow    | 3 | 3 | 0 | 6:0   | 133:99      | 6      |
| 2    | POL  | Dominik Poznański Mikolaj Miszczuk | 5 | 2 | 1 | 4:2   | 123:109     | 5      |
| 3    | CHI  | Gaspar Lammel Vicente Droguett     | 3 | 1 | 2 | 2:4   | 110:107     | 4      |
| 4    | NZL  | David Jeffrey Keegan Joe           | 3 | 0 | 3 | 0:6   | 75:126      | 3      |

#### Pool C
| Rang | Land | Athleten                              | S | G | V | Sätze | Spielpunkte | Punkte |
| ---- | ---- | ------------------------------------- | - | - | - | ----- | ----------- | ------ |
| 1    | GER  | Filip John Lukas Pfretzschner         | 3 | 3 | 0 | 6:1   | 137:83      | 6      |
| 2    | SWE  | David Åhman Jonatan Hellvig           | 3 | 2 | 1 | 5:2   | 132:86      | 5      |
| 3    | GAM  | Sheikh Colley Jahara Koita            | 3 | 1 | 2 | 2:4   | 90:122      | 4      |
| 4    | VIN  | Micah Glasgow Enrico Demoney Louraine | 3 | 0 | 3 | 0:6   | 58:126      | 3      |

#### Pool D
| Rang | Land | Athleten                        | S | G | V | Sätze | Spielpunkte | Punkte |
| ---- | ---- | ------------------------------- | - | - | - | ----- | ----------- | ------ |
| 1    | ECU  | Dany Leon Joffre Jurado         | 3 | 3 | 0 | 6:1   | 137:102     | 6      |
| 2    | MOZ  | Arsenio Guvu Jorge Monjane      | 3 | 2 | 1 | 4:3   | 126:109     | 5      |
| 3    | PUR  | Randall Santiago William Rivera | 3 | 1 | 2 | 4:4   | 145:123     | 4      |
| 4    | MRI  | William Esther Kheemesh Namah   | 3 | 0 | 3 | 0:6   | 52:126      | 3      |

#### Pool E
| Rang | Land | Athleten                                                 | S | G | V | Sätze | Spielpunkte | Punkte |
| ---- | ---- | -------------------------------------------------------- | - | - | - | ----- | ----------- | ------ |
| 1    | GBR  | Javier Bello Joaquin Bello                               | 3 | 3 | 0 | 6:1   | 139:88      | 6      |
| 2    | CUB  | Miguel Angel Ayon Picayo Jorge Luis Alayo Moliner        | 3 | 2 | 1 | 5:2   | 125:111     | 5      |
| 3    | PAR  | Jorge Simon Riveros Orue Gonzalo Matias Melgarejo Britos | 3 | 1 | 2 | 2:4   | 110:102     | 4      |
| 4    | TOG  | Daniel Krovon Ganiou Ariyata                             | 3 | 0 | 3 | 0:6   | 53:126      | 3      |

#### Pool F
| Rang | Land | Athleten                                                          | S | G | V | Sätze | Spielpunkte | Punkte |
| ---- | ---- | ----------------------------------------------------------------- | - | - | - | ----- | ----------- | ------ |
| 1    | INA  | Bintang Akbar Danang Herlambang                                   | 3 | 3 | 0 | 6:0   | 128:97      | 6      |
| 2    | USA  | Timothy Brewster John Schwengel                                   | 3 | 2 | 1 | 5:2   | 123:103     | 5      |
| 3    | VEN  | Gonzalo Matias Melgarejo Britos Gabriel Efrain González Hernández | 3 | 1 | 2 | 2:4   | 98:110      | 4      |
| 4    | ARU  | Railbiently Mercalina Brian Howell                                | 3 | 0 | 3 | 1:6   | 87:126      | 3      |

#### Pool G
| Rang | Land | Athleten                                     | S | G | V | Sätze | Spielpunkte | Punkte |
| ---- | ---- | -------------------------------------------- | - | - | - | ----- | ----------- | ------ |
| 1    | HUN  | Bence Attila Streli Artur Hajós              | 3 | 3 | 0 | 6:0   | 126:74      | 6      |
| 2    | CRC  | Alexandre Lezcano Véliz Criforth Fallas Lobo | 3 | 2 | 1 | 4:2   | 115:104     | 5      |
| 3    | GHA  | Kelvin Carboo Eric Tsatsu                    | 3 | 1 | 2 | 2:5   | 112:127     | 4      |
| 4    | MON  | Olivier Lanteri Ludovic Palmaro              | 3 | 0 | 3 | 1:6   | 90:138      | 3      |

#### Pool H
| Rang | Land | Athleten                                             | S | G | V | Sätze | Spielpunkte | Punkte |
| ---- | ---- | ---------------------------------------------------- | - | - | - | ----- | ----------- | ------ |
| 1    | NED  | Yorick de Groot Matthew Immers                       | 3 | 3 | 0 | 6:0   | 129:93      | 6      |
| 2    | AUS  | James Takken Mark Nicolaidis                         | 3 | 2 | 1 | 4:3   | 135:129     | 5      |
| 3    | BRA  | João Pedro Camargo de Barros Moreira Gabriel Zuliani | 3 | 1 | 2 | 3:5   | 122:138     | 4      |
| 4    | BOL  | Luis Calvo Carlos Chacón                             | 3 | 0 | 3 | 1:6   | 109:135     | 3      |

### Finalrunde

#### Runde der 24
| Datum    |                           | Endstand |                          | Satz 1 | Satz 2 | Satz 3 | Insgesamt |
| -------- | ------------------------- | -------- | ------------------------ | ------ | ------ | ------ | --------- |
| 13. Okt. | MOZ Guvu – Monjane        | 2:0      | GAM Colley – Koita       | 21:14  | 21:19  |        | 42:33     |
| 13. Okt. | VEN Gabo – Osório         | 0:2      | CRC Lezcano – Lobo       | 18:21  | 17:21  |        | 42:33     |
| 13. Okt. | CUB Ayon – Alayo          | 2:1      | PUR Santiago – Rivera    | 21:17  | 13:21  | 15:8   | 49:46     |
| 13. Okt. | CHI Lammel – Droguett     | 0:2      | AUS James – Mark         | 12:21  | 23:25  | 35:46  |           |
| 13. Okt. | BRA João Pedro – Gabriel  | 0:2      | USA Brewster – Schwengel | 23:25  | 18:21  |        | 41:4646   |
| 13. Okt. | SWE Åhman–Hellvig         | 2:1      | PAR Jorge – Gonza        | 21:17  | 17:21  | 15:9   | 53:47     |
| 13. Okt. | THA Phichakon – Phanupong | 2:0      | POL Poznański – Miszczuk | 21:18  | 21:13  |        | 42:31     |
| 13. Okt  | ARG Amieva – Zelayeta     | 2:0      | GHA Carboo – Tsatsu      | 21:13  | 21:18  |        | 42:31     |

#### Runde der 16
| Datum    |                         | Endstand |                           | Satz 1 | Satz 2 | Satz 3 | Insgesamt |
| -------- | ----------------------- | -------- | ------------------------- | ------ | ------ | ------ | --------- |
| 14. Okt. | HUN Streli – Hajós      | 2:1      | THA Phichakon – Phanupong | 21:19  | 13:21  | 15:9   | 49:49     |
| 14. Okt. | GER John – Pfretzschner | 2:0      | CRC Lezcano – Lobo        | 21:14  | 21:10  |        | 42:24     |
| 14. Okt. | GBR Bello – Bello       | 2:0      | AUS James – Mark          | 21:16  | 21:17  |        | 42:33     |
| 14. Okt. | MOZ Guvu – Monjane      | 0:2      | NED de Groot – Immers     | 10:21  | 11:21  |        | 21:42     |
| 14. Okt. | SUI Gysin – Broch       | 0:2      | USA Brewster – Schwengel  | 16:21  | 18:21  |        | 34:42     |
| 14. Okt. | SWE Åhman–Hellvig       | 2:0      | INA Bintang – Danang      | 21:16  | 21:14  |        | 42:30     |
| 14. Okt. | CUB Ayon – Alayo        | 2:1      | RUS Weretjuk – Schekunow  | 17:21  | 21:17  | 23:21  | 61:59     |
| 14. Okt. | ARG Amieva – Zelayeta   | 2:0      | ECU Leon – Jurado         | 21:8   | 21:18  |        | 42:26     |

#### Viertelfinale
| Datum    |                          | Endstand |                       | Satz 1 | Satz 2 | Satz 3 | Insgesamt |
| -------- | ------------------------ | -------- | --------------------- | ------ | ------ | ------ | --------- |
| 15. Okt. | GER John – Pfretzschner  | 0:2      | SWE Åhman – Hellvig   | 17:21  | 16:21  |        | 33:42     |
| 15. Okt. | HUN Streli – Hajós       | 2:0      | CUB Ayon – Alayo      | 21:14  | 21:18  |        | 42:32     |
| 15. Okt. | USA Brewster – Schwengel | 0:2      | NED de Groot – Immers | 18:21  | 12:21  |        | 30:42     |
| 15. Okt. | GBR Bello – Bello        | 0:2      | ARG Amieva – Zelayeta | 33:35  | 14:21  |        | 47:56     |

#### Halbfinale
| Datum    |                       | Endstand |                       | Satz 1 | Satz 2 | Satz 3 | Insgesamt |
| -------- | --------------------- | -------- | --------------------- | ------ | ------ | ------ | --------- |
| 16. Okt. | SWE Åhman – Hellvig   | 2:0      | HUN Streli – Hajós    | 21:9   | 21:16  |        | 42:25     |
| 16. Okt. | NED de Groot – Immers | 2:1      | ARG Amieva – Zelayeta | 20:22  | 21:17  | 15:12  | 56:51     |

#### Spiel um den 3. Platz
| Datum    |                       | Endstand |                    | Satz 1 | Satz 2 | Satz 3 | Insgesamt |
| -------- | --------------------- | -------- | ------------------ | ------ | ------ | ------ | --------- |
| 17. Okt. | ARG Amieva – Zelayeta | 2:0      | HUN Streli – Hajós | 21:15  | 21:15  |        | 42:30     |

#### Finale
| Datum    |                       | Endstand |                     | Satz 1 | Satz 2 | Satz 3 | Insgesamt |
| -------- | --------------------- | -------- | ------------------- | ------ | ------ | ------ | --------- |
| 17. Okt. | NED de Groot – Immers | 0:2      | SWE Åhman – Hellvig | 20:22  | 15:21  |        | 35:43     |

### Endergebnis

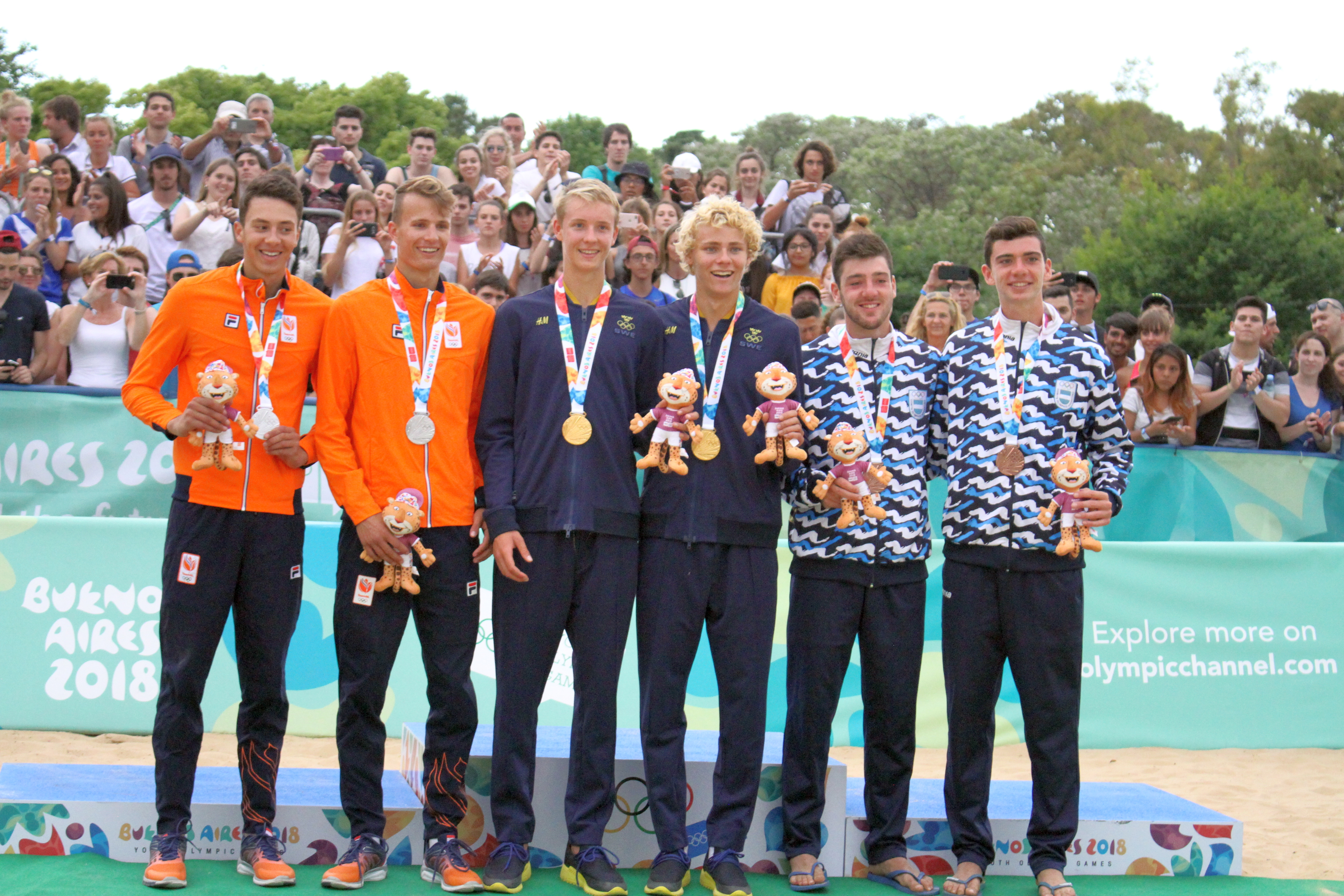
Siegerehrung Jungen (v. l. n. r.): de Groot, Immers, Hellvig, Åhman, Amieva, Zelayeta

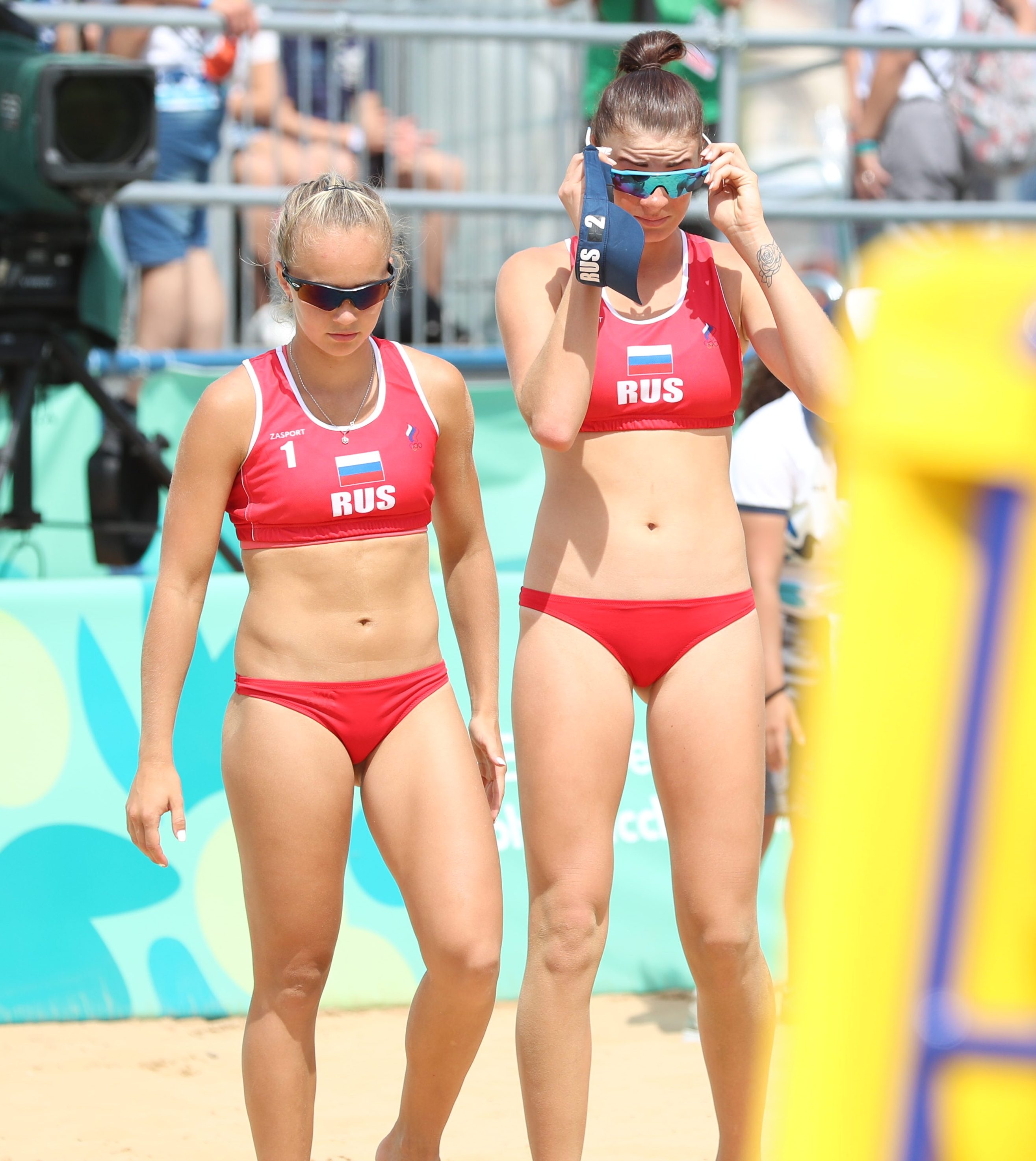
Marija Woronina und Marija Botscharowa

| Platz | Land        | Athleten                       |
| ----- | ----------- | ------------------------------ |
| 1     | Schweden    | David Åhman Jonatan Hellvig    |
| 2     | Niederlande | Yorick de Groot Matthew Immers |
| 3     | Argentinien | Bautista Amieva Mauro Zelayeta |

## Mädchen

### Vorrunde

#### Pool A
| Rang | Land | Athleten                                  | S | G | V | Sätze | Spielpunkte | Punkte |
| ---- | ---- | ----------------------------------------- | - | - | - | ----- | ----------- | ------ |
| 1    | USA  | Devon Newberry Lindsey Sparks             | 3 | 3 | 0 | 6:0   | 126:76      | 6      |
| 2    | SUI  | Céline Baumann Mara Betschart             | 3 | 2 | 1 | 4:3   | 129:118     | 5      |
| 3    | ARG  | Delfina Amparo Villar Brenda Ailen Churín | 3 | 1 | 2 | 4:3   | 118:130     | 4      |
| 4    | AUS  | Lauren Taylor Tiaan Smith                 | 3 | 0 | 3 | 0:6   | 78:127      | 3      |

#### Pool B
| Rang | Land | Athleten                                        | S | G | V | Sätze | Spielpunkte | Punkte |
| ---- | ---- | ----------------------------------------------- | - | - | - | ----- | ----------- | ------ |
| 1    | RUS  | Marija Woronina Marija Botscharowa              | 3 | 3 | 0 | 6:0   | 126:69      | 6      |
| 2    | BRA  | Ana Carolina dos Santos Thamela Coradello Galil | 5 | 2 | 1 | 4:2   | 113:78      | 5      |
| 3    | CAN  | Dana Roskic Erika Vermette                      | 3 | 1 | 2 | 2:4   | 96:100      | 4      |
| 4    | DMA  | Adicia Burton Ethlyne Renitta Lockhart          | 3 | 0 | 3 | 0:6   | 38:126      | 3      |

#### Pool C
| Rang | Land | Athleten                                  | S | G | V | Sätze | Spielpunkte | Punkte |
| ---- | ---- | ----------------------------------------- | - | - | - | ----- | ----------- | ------ |
| 1    | NOR  | Emilie Olimstad Frida Berntsen            | 3 | 3 | 0 | 6:1   | 137:75      | 6      |
| 2    | PER  | Lisbeth Allcca Merino Medalyn Mendoza     | 3 | 2 | 1 | 5:3   | 139:107     | 5      |
| 3    | MOZ  | Ana Paula Sinaportar Mercia Mucheza       | 3 | 1 | 2 | 3:4   | 105:110     | 4      |
| 4    | SLE  | Isatu Mariama Wurrie Bah Kaday Iye Kairah | 3 | 0 | 3 | 0:6   | 37:126      | 3      |

#### Pool D
| Rang | Land | Athleten                                               | S | G | V | Sätze | Spielpunkte | Punkte |
| ---- | ---- | ------------------------------------------------------ | - | - | - | ----- | ----------- | ------ |
| 1    | CHN  | Zeng Jinjin Cao Shuting                                | 3 | 3 | 0 | 6:1   | 140:97      | 6      |
| 2    | POL  | Julia Gierczynska Patrycja Magdalena                   | 3 | 2 | 1 | 5:2   | 137:94      | 5      |
| 3    | GUA  | Maria Fernanda Juárez Peña Paola Marie Alvarado Franco | 3 | 1 | 2 | 2:4   | 93:105      | 4      |
| 4    | EGY  | Nariman Yasser Elsayed Nada Hamdy Samir                | 3 | 0 | 3 | 0:5   | 52:126      | 3      |

#### Pool E
| Rang | Land | Athleten                        | S | G | V | Sätze | Spielpunkte | Punkte |
| ---- | ---- | ------------------------------- | - | - | - | ----- | ----------- | ------ |
| 1    | ITA  | Claudia Scampoli Nicol Bertozzi | 3 | 3 | 0 | 6:1   | 133:99      | 6      |
| 2    | PUR  | Allanis Navas María González    | 3 | 2 | 1 | 4:2   | 117:88      | 5      |
| 3    | PAR  | Giuliana Poletti Romina Ediger  | 3 | 1 | 2 | 3:4   | 116:103     | 4      |
| 4    | VAN  | Maybel Ravo Luduine Tebeim      | 3 | 0 | 3 | 0:6   | 50:126      | 3      |

#### Pool F
| Rang | Land | Athleten                                                     | S | G | V | Sätze | Spielpunkte | Punkte |
| ---- | ---- | ------------------------------------------------------------ | - | - | - | ----- | ----------- | ------ |
| 1    | VEN  | Diana Ramírez Urimar Andrea Narváez Medina                   | 3 | 3 | 0 | 6:1   | 135:89      | 6      |
| 2    | MEX  | Karla Valeria Romero Valdez Atenas Angelica Gutiérrez Guzman | 3 | 2 | 1 | 5:2   | 130:99      | 5      |
| 3    | ARU  | Mali Rafini Kayla Arends                                     | 3 | 1 | 2 | 2:5   | 95:133      | 4      |
| 4    | RWA  | Valentine Munezero Penelope Musabyimana                      | 3 | 0 | 3 | 1:6   | 99:138      | 3      |

#### Pool G
| Rang | Land | Athleten                                        | S | G | V | Sätze | Spielpunkte | Punkte |
| ---- | ---- | ----------------------------------------------- | - | - | - | ----- | ----------- | ------ |
| 1    | BOL  | Nicole Alessandra Nogales Maria Fernanda Canedo | 3 | 3 | 0 | 6:1   | 116:70      | 6      |
| 2    | NED  | Emi van Driel Raïsa Schoon                      | 3 | 2 | 1 | 4:3   | 107:110     | 5      |
| 3    | NZL  | Maya Dickson Tamara Otene                       | 3 | 1 | 2 | 4:4   | 131:132     | 4      |
| 4    | COD  | Dorcas Mianda Ania Nathalie Kutekemen Bijmine   | 3 | 0 | 3 | 0:6   | 61:126      | 3      |

#### Pool H
| Rang | Land | Athleten                                      | S | G | V | Sätze | Spielpunkte | Punkte |
| ---- | ---- | --------------------------------------------- | - | - | - | ----- | ----------- | ------ |
| 1    | ESP  | Daniela Álvarez Mendoza Tania Moreno Matveeva | 3 | 3 | 0 | 6:0   | 126:69      | 6      |
| 2    | THA  | Thatsarida Singchuea Pawarun Chanthawichai    | 3 | 2 | 1 | 4:2   | 116:92      | 5      |
| 3    | URU  | Josefina Vargas Victoria Corbacho             | 3 | 1 | 2 | 2:5   | 95:136      | 4      |
| 4    | ECU  | Ariana Castro Karelys Simisterra              | 3 | 0 | 3 | 1:6   | 96:136      | 3      |

### Finalrunde

#### Runde der 24
| Datum    |                            | Endstand |                         | Satz 1 | Satz 2 | Satz 3 | Insgesamt |
| -------- | -------------------------- | -------- | ----------------------- | ------ | ------ | ------ | --------- |
| 13. Okt. | MEX Romero – Gutiérrez     | 2:0      | URU Vargas – Corbacho   | 23:21  | 21:17  |        | 44:38     |
| 13. Okt. | MOZ Sinaportar – Mucheza   | 0:2      | PUR Navas – González    | 15:21  | 14:21  |        | 29:42     |
| 13. Okt. | THA Thatsarida – Pawarun   | 2:0      | NZL Dickson – Otene     | 25:23  | 21:13  |        | 46:36     |
| 13. Okt. | POL Gierczynska – Jundziłł | 0:2      | ARG Villar – Churín     | 19:21  | 16:21  | 35:42  |           |
| 13. Okt. | NED van Driel – Schoon     | 2:0      | PAR Giuli – Romi        | 21:10  | 21:14  |        | 42:24     |
| 13. Okt. | GUA Juárez – Alvarado      | 0:2      | SUI Baumann – Betschart | 8:21   | 11:21  |        | 19:42     |
| 13. Okt. | CAN Roskic – Vermette      | 1:2      | PER Allcca – Mendoza    | 19:21  | 21:15  | 12:15  | 52:51     |
| 13. Okt  | ARU Mali – Kayla           | 2:0      | BRA Aninha – Thamela    | 7:21   | 2:21   |        | 9:42      |

#### Runde der 16.
| Datum    |                          | Endstand |                            | Satz 1 | Satz 2 | Satz 3 | Insgesamt |
| -------- | ------------------------ | -------- | -------------------------- | ------ | ------ | ------ | --------- |
| 14. Okt. | NOR Olimstad – Berntsen  | 2:0      | SUI Baumann – Betschart    | 21:16  | 21:15  |        | 42:31     |
| 14. Okt. | ITA Scampoli – Bertozzi  | 2:1      | BRA Aninha – Thamela       | 13:21  | 21:18  | 17:15  | 51:54     |
| 14. Okt. | NED van Driel – Schoon   | 1:2      | RUS Woronina – Botscharowa | 21:15  | 12:21  | 10:15  | 43:51     |
| 14. Okt. | ARG Villar – Churín      | 0:2      | ESP Álvarez M. – Moreno    | 18:21  | 19:21  |        | 37:42     |
| 14. Okt. | USA Newberry – Sparks    | 2:0      | PER Allcca – Mendoza       | 21:19  | 21:12  |        | 42:31     |
| 14. Okt. | MEX Romero – Gutiérrez   | 0:2      | CHN Zeng – Cao             | 15:21  | 16:21  |        | 31:42     |
| 14. Okt. | THA Thatsarida – Pawarun | 2:1      | VEN Diana – Uri            | 21:18  | 22:24  | 15:11  | 58:53     |
| 14. Okt. | BOL Nicole – Canedo      | 0:2      | PUR Navas – González       | 18:21  | 18:21  |        | 36:42     |

#### Viertelfinale
| Datum    |                         | Endstand |                            | Satz 1 | Satz 2 | Satz 3 | Insgesamt |
| -------- | ----------------------- | -------- | -------------------------- | ------ | ------ | ------ | --------- |
| 15. Okt. | NOR Olimstad – Berntsen | 2:0      | THA Thatsarida – Pawarun   | 22:20  | 21:16  |        | 43:36     |
| 15. Okt. | ITA Scampoli – Bertozzi | 2:0      | CHN Zeng – Cao             | 21:16  | 21:9   |        | 42:25     |
| 15. Okt. | PUR Navas – González    | 0:2      | RUS Woronina – Botscharowa | 12:21  | 10:21  |        | 22:42     |
| 15. Okt. | USA Newberry – Sparks   | 2:1      | ESP Álvarez M. – Moreno    | 21:19  | 17:21  | 15:9   | 53:49     |

#### Halbfinale
| Datum    |                         | Endstand |                            | Satz 1 | Satz 2 | Satz 3 | Insgesamt |
| -------- | ----------------------- | -------- | -------------------------- | ------ | ------ | ------ | --------- |
| 16. Okt. | USA Newberry – Sparks   | 0:2      | ITA Scampoli – Bertozzi    | 16:21  | 19:21  |        | 35:42     |
| 16. Okt. | NOR Olimstad – Berntsen | 0:2      | RUS Woronina – Botscharowa | 16:21  | 11:21  |        | 27:42     |

#### Spiel um den 3. Platz
| Datum    |                       | Endstand |                         | Satz 1 | Satz 2 | Satz 3 | Insgesamt |
| -------- | --------------------- | -------- | ----------------------- | ------ | ------ | ------ | --------- |
| 17. Okt. | USA Newberry – Sparks | 1:2      | NOR Olimstad – Berntsen | 21:18  | 13:21  | 9:15   | 43:54     |

#### Finale
| Datum    |                         | Endstand |                            | Satz 1 | Satz 2 | Satz 3 | Insgesamt |
| -------- | ----------------------- | -------- | -------------------------- | ------ | ------ | ------ | --------- |
| 17. Okt. | ITA Scampoli – Bertozzi | 0:2      | RUS Woronina – Botscharowa | 19:21  | 19:21  |        | 38:42     |

### Endergebnis
| Platz | Land     | Athleten                           |
| ----- | -------- | ---------------------------------- |
| 1     | Russland | Marija Woronina Marija Botscharowa |
| 2     | Italien  | Claudia Scampoli Nicol Bertozzi    |
| 3     | Norwegen | Emilie Olimstad Frida Berntsen     |